# Apathya yassujica
Apathya yassujica là một loài thằn lằn trong họ Lacertidae. Loài này được Nilson, Rastegar-Pouyani, Rastegar-Pouyani & Andrén mô tả khoa học đầu tiên năm 2003.